# Kostel svatého Prokopa (Sobkovice)
Kostel svatého Prokopa v Sobkovicích byl postaven jako pozdně barokní v roce 1774 na místě kaple, která zde stála od roku 1728. Kostel je chráněný jako památka, a to od 13. 1. 1997. Nachází se v centru obce. Jedná se jednolodní kostel. Vnitřní vybavení kostela je rokokové. Na věži byly tři zvony. Nyní spadá pod farnost Nekoř a konají se zde bohoslužby v neděli a o svátcích. Ke kostelu také patří hřbitov.